# Kněžice (district de Chrudim)
Pour les articles homonymes, voir Kněžice.
Kněžice (en allemand : Knieschitz) est une commune du district de Chrudim, dans la région de Pardubice, en République tchèque. Sa population s'élevait à 134 habitants en 2022.

## Géographie
Kněžice se trouve à 12 km au sud-est de Čáslav, à 22 km à l'ouest-sud-ouest de Chrudim, à 27 km au sud-ouest de Pardubice et à 82 km à l'est-sud-est de Prague.
La commune est limitée par Biskupice au nord, par Ronov nad Doubravou à l'est et au sud-est, par Vilémov au sud, par Zvěstovice au sud-ouest et par Žleby à l'ouest.

## Histoire
La première mention écrite de la localité date de 1437.

## Galerie

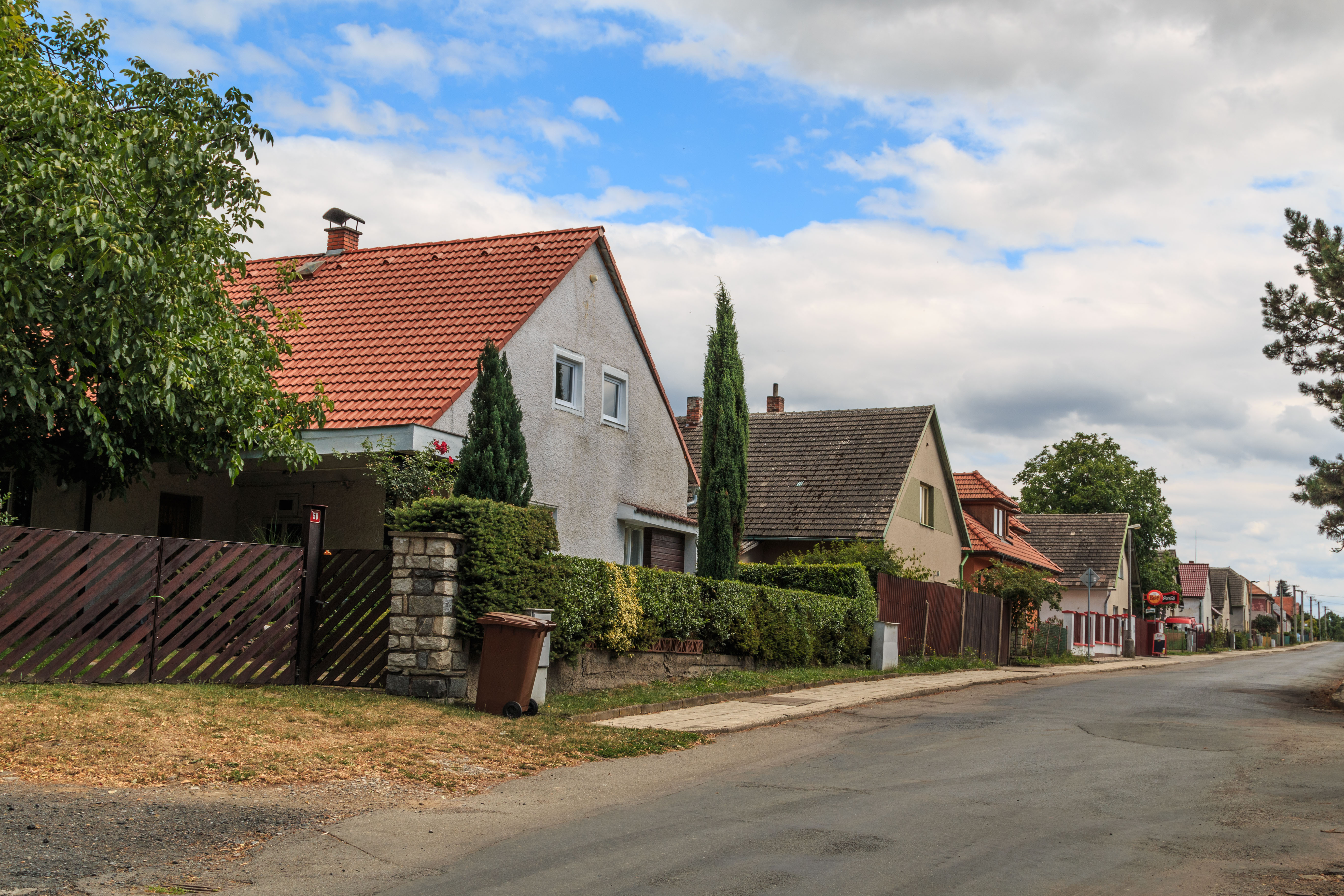
Une rue de Kněžice.
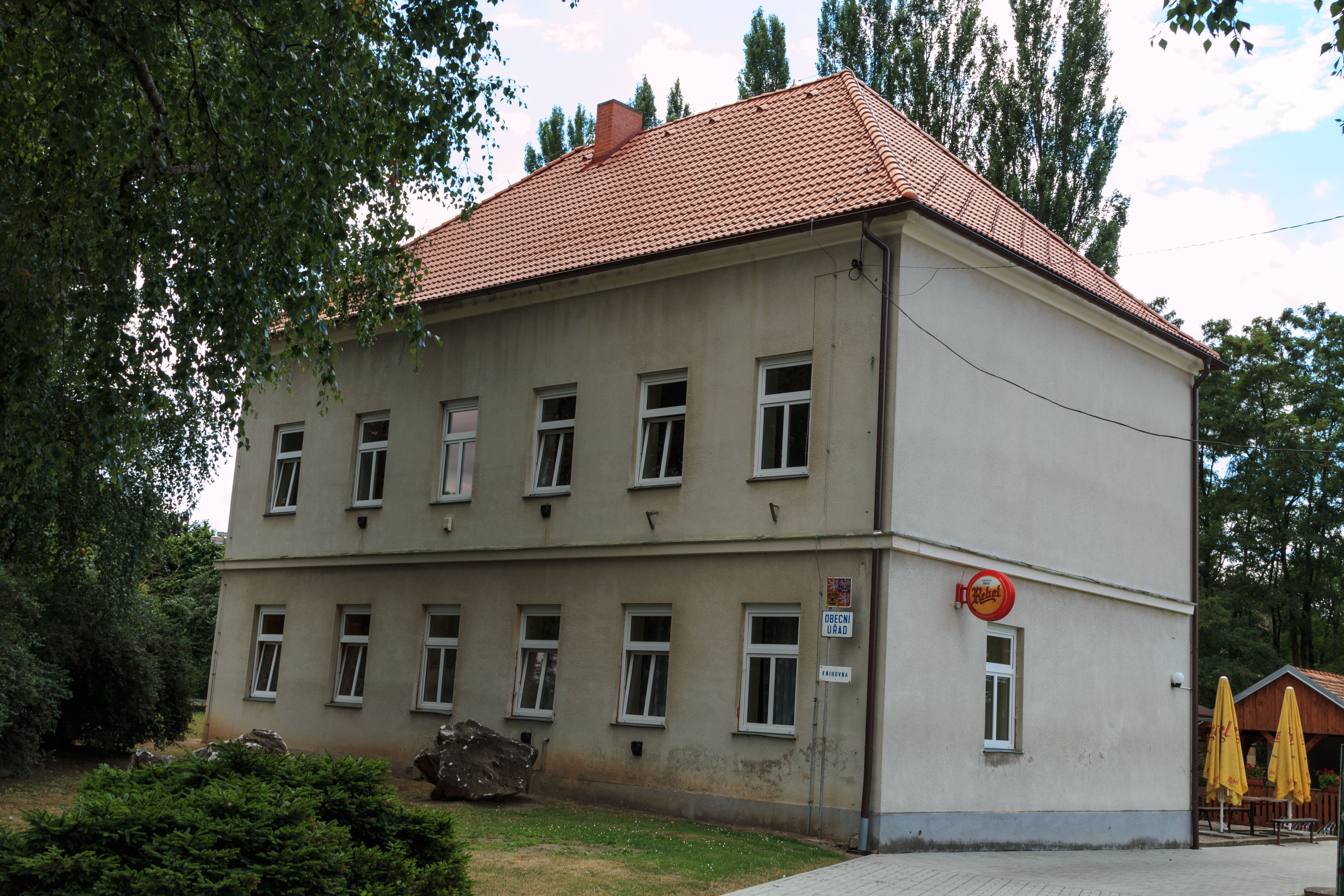
Kněžice : la mairie.

## Transports
Par la route, Kněžice se trouve à 3 km de Ronov nad Doubravou, à 31 km de Chrudim, à 41 km de Pardubice et à 109 km de Prague. 